# Teddy Park
Đây là một tên người Triều Tiên, họ là Park.
Park Hong-jun (tiếng Hàn Quốc: 박홍준), thường được biết đến với nghệ danh Teddy hay Teddy Park (tiếng Hàn Quốc: 테디박, sinh ngày 14 tháng 9 năm 1978), là một nam nhạc sĩ, rapper kiêm nhà sản xuất thu âm người Mỹ gốc Hàn Quốc. Anh nổi tiếng là một trong những thành viên trụ cột của YG Entertainment.
Sinh ra ở Seoul, Hàn Quốc, Teddy chuyển đến Mỹ cùng với gia đình khi còn nhỏ. Khi anh 17 tuổi, Teddy và người bạn, Taebin, đã bay về Hàn Quốc vào mùa hè để thử giọng cho YG Entertainment. Cả hai đã được tuyển và được ký ngay lập tức, và sau khi hoàn thành trường trung học ở Hoa Kỳ, Teddy chuyển đến Hàn Quốc để theo đuổi ngành âm nhạc.
Năm 1998, Teddy đã ra mắt trong hãng nhạc hip hop 1TYM với người bạn của anh Danny, Jinhwan, Baekyoung. Cùng nhau, nhóm đã thu âm năm album phòng thu với Teddy là nhạc sĩ và nhà sản xuất chính của họ. Sau khi 1TYM tan rã, Park trở thành nhà sản xuất nội bộ cho YG Entertainment. Anh đã làm việc trên phần lớn các toàn bộ đia nhạc của 2NE1, một lượng lớn bài hát của Big Bang và Blackpink. Anh hiện là chủ tịch của The Black Label, một công ty con thuộc YG Entertainment.

## Cuộc sống và sự nghiệp

### Trước khi ra mắt
Teddy Park được sinh ra ở Seoul, Hàn Quốc, nhưng chuyển đến Thành phố New York khi còn nhỏ. Sau khi cha anh được chuyển đến Diamond Bar, California, anh theo học trường trung học Diamond Bar và trở thành bạn của người bạn đời tương lai Im Danny. Lớn lên, cả hai hát cùng nhau tại các quán karaoke và nhét đồ ghi âm. Họ được phát hiện khi họ còn là thanh thiếu niên của một nhà sản xuất làm việc với Yang Hyun-suk, người sáng lập YG Entertainment. Sau khi thử giọng cho Yang và gửi băng demo, cả hai đã được ký hợp đồng với nhãn hiệu mới được thành lập và dưới lòng đất của mình, và chuyển đến Hàn Quốc. Mặc dù Park ghi danh vào một trường đại học khi anh trở về Hàn Quốc, anh bỏ học để tập trung vào sự nghiệp của mình.

### 1998–2005: Làm việc với 1TYM
Teddy đã debut với rapper Jinhwan và Baekyoung và ra mắt với tư cách là thành viên 1TYM vào năm 1998 với album đầu tay "One Time for Your Mind". Nó đã trở thành một trong những album bán chạy nhất trong năm và giành được một số giải thưởng lớn trong năm đó. 1TYM sáng tác tiếp "Vòng 2" vào năm 2000 và album thứ ba "Fo 'Yo' Mind" vào năm 2003. Park bắt đầu chú trọng hơn vào các bài hát, và có vai trò nổi bật hơn trong sản xuất âm nhạc. Sau ba album đầu tiên, 1TYM phát hành album thứ 4 "Once N 4 All", mang lại hai đĩa đơn: "Hot (Hangul: 뜨거"), một ca khúc hip-hop nổi bật với nhịp điệu reggae, và "Without You", một bản ballad R & B đầy cảm xúc. Nhóm đã trải qua một thời gian gián đoạn hai năm trong đó thành viên Jinhwan đã bắt tay vào một sự nghiệp solo ngắn dưới cái tên Taebin. Nhóm đã đoàn tụ lại với album "One Way" vào năm 2005, album studio thứ 5 và cũng là cuối cùng của họ, trước khi tan rã do phải theo lệnh pháp luật Hàn Quốc là đi nhập ngũ.  Album của họ đã bán được tổng cộng 780.000 bản. Cuối cùng, vào tháng 7 - 2005, 1TYM đã tan rã.
Mặc dù họ là những nghệ sĩ chủ yếu hip hop, 1TYM bị ảnh hưởng bởi reggae và R & B. 1TYM đã mang một thể loại hip hop theo một cách sáng tạo. Lúc 22 tuổi, Park cũng bắt đầu sản xuất cho các nghệ sĩ khác trên nhãn, hầu hết trong số họ đã lớn tuổi hơn và nhiều kinh nghiệm hơn anh.

### 2006 – 2018: Nhà sản xuất cho YG Entertainment, hoạt động trong YG Entertainment
Sau 1 năm đi nhập ngũ và 1TYM tan rã, Park đã sáp nhập vào YG Entertainment với tư cách là một "nhà sản xuất, composer" cho các nghệ sĩ YG khác. Đóng góp lớn đầu tiên của anh là "La La La" cho album Seven Sevolution của Seven. Park cũng hợp tác với Big Bang cho một số bài hát của họ, đáng chú ý nhất là " Sunset Glow ". Khi thành viên của Big Bang, Taeyang bắt tay vào một sự nghiệp solo vào năm 2008, Park đã sản xuất vở kịch mở rộng của mình, tên là Hot. Năm 2009, Park sản xuất " Lollipop " cho sự hợp tác giữa Big Bang và 2NE1. Bài hát đã dẫn đầu bảng xếp hạng Gaon trong tháng Tư.
Park sẽ tiếp tục có một tay trong sản xuất phần lớn công việc của 2NE1, bao gồm cả vở kịch mở rộng đầu tay của họ, 2NE1 (2009) và album phòng thu, To Anyone (2010). Hai trong số ba đĩa đơn chính, "Can't Nobody" và "Go Away", sau này cũng được sáng tác bởi Park. Ông phải đối mặt với cáo buộc đạo văn năm 2009 khi “I Don't Care” của 2NE1 bị buộc tội bắt chước “Just Go” của ca sĩ Lionel Richie. Để tiếp tục sản xuất cho 2NE1 và làm việc cho YG, Park buộc phải từ chối lời mời làm việc với Lady Gaga. Anh tiếp tục hợp tác với Seven một lần nữa để sản xuất đĩa đơn quảng cáo "Better Together", cùng với các ca khúc khác cho EP Digital Bounce (2010) và được giới thiệu trong bài hát "The Leaders" của G-Dragon. Ông cũng đã có một vai trò trong album solo của Taeyang, bao gồm các single “Where U At” và “Wedding Dress ". Vào cuối 2011, ông cũng tham gia vào việc sản xuất của GD & TOP 's album, và đồng sáng tác cả "High High" và "Oh Yeah".
Trong nửa đầu năm 2013, Park đã sản xuất cho ca sĩ solo Lee Hi với single hit "Rose", single đầu tay của nhóm 2NE1, " The Baddest Female ", và "YG debut" của Kang Seung-yoon, "Wild & Young". 3 năm sau khi vắng mặt, Teddy được YG cử đi hỗ trợ làm việc với nhóm nhạc nữ BLACKPINK vào năm 2016. Anh đã sản xuất cho BLACKPINK các single album, "Square One" và "Square Two". Hai trong số các bài hát trong "Square One" - " Whistle " và " Boombayah " - trở nên trending ngay sau đó.
Vào năm 2017, anh đã sáng tác " As If It's Your Last " cho BLACKPINK và vào năm 2018, anh đã xuất bản mini album đầu tiên của BLACKPINK, "Square Up". Park đã tham gia với tư cách composer bài hát "Just Dance", bài hát chủ đề cho cuộc thi truyền hình thực tế Mix Nine (tuy nhiên cuộc thi sau này đã bị hủy và những người thắng không được debut). Những người tham gia hát và nhảy cho bài hát này đã được phát hành và ba phiên bản của bài hát được phát hành tổng thể: một phiên bản nam do Hyojin của ONF, một phiên bản nữ do Lee Sujin dẫn đầu từ Fave Entertainment, và phiên bản đồng thực hiện bởi cả hai đội. Tháng 7, anh đã sản xuất hai ca khúc cho ca sĩ Sunmi: " Gashina " và “ Heroine ”, thì lại  thu hút được những lời chỉ trích từ fan vì bị cáo buộc sao chép "This Love“, một hit của ca sĩ người Anh Cheryl.

### 2016 - nay: The Black Label
Vào tháng 3 - 2016, nhà YG thông báo rằng sẽ lập thêm một nhánh nhỏ (công ty nhỏ) mới với cái tên "The Black Label". YG đã chọn Teddy Park làm chủ CEO cho công ty này. Trong vòng 9 tháng từ ngày thành lập The Black Label, công ty con này đã thu hút được hơn 190 thực tập sinh từ nhiều công ty khác nhau vào gia nhập, trở thành một trong những công ty con mạnh nhất và phổ biến nhất 2018 trong YG và Hàn Quốc. Không chỉ thế, The Black Label đã trở nên nổi tiếng hơn khi Jeon Somi, một cựu thực tập sinh của JYP Entertainment, cựu thành viên của I.O.I, sáp nhập vào công ty này và debut vào ngày 13/6/2019 với single "BIRTHDAY" được sáng tác bởi Teddy và chính cô nàng cùng các producer của THEBLACKLABEL. Công ty con này hiện cũng đang sở hữu Zion.T, một trong những nghệ sĩ nổi tiếng nhất trong YG, chỉ sau Big Bang.

## Phong cách âm nhạc và ảnh hưởng
Phong cách sản xuất của Park thường kết hợp R & B hiện đại, đặc biệt là khi làm việc với Taeyang và Seven. Ông cũng có tính năng reggae trong các bài hát của mình, thừa nhận tầm ảnh hưởng của thể loại này trên album debut của debut EP.. Tác phẩm của anh với album full-length đầu tiên của 2NE1 và 2011 EP chứa các bài hát pop và dance, ngoài các yếu tố nhà. Bài hát "Lonely" của 2NE1 được ca ngợi vì âm thanh acoustic của nó. Park cũng thử nghiệm âm nhạc điện tử khi làm việc với Big Bang.
Vào cuối năm 2009, 10Asia đã đặt tên Park Park là một trong 10 người hàng đầu của năm 2009 vì đã tham gia vào một số hit lớn nhất trong năm của K-pop. Vào năm 2018, Seoul Sports đã xuất bản danh sách "Những người có sức ảnh hưởng lớn nhất của K-pop", được xếp hạng bởi các nhà điều hành ngành công nghiệp âm nhạc. Park xếp vị trí thứ năm trong hạng mục nhà sản xuất tốt nhất. Cùng năm đó, anh và G-Dragon gắn liền với tiền bản quyền kiếm được nhiều nhất để viết lời bài hát và sáng tác bài hát trong lĩnh vực âm nhạc nổi tiếng của Hiệp hội Bản quyền âm nhạc Hàn Quốc. Park đã báo cáo khoảng 850.000 USD thông qua tiền bản quyền của bài hát.

## Cuộc sống cá nhân
Vào năm 2014, Park đã mua một tòa nhà ở Hongdae, Seoul trị giá 9 triệu USD. Ông cũng mở quán cà phê của riêng mình được gọi là Twosome Studio.